# Шпицер, Василий Иванович
Василий Иванович Шпицер (укр. Василь Іванович Шпіцер; 2 октября 1947, Нижняя Лукавица, Дрогобычская область — 27 августа 2020) — советский и украинский политик, предприниматель, инженер электронной техники, изобретатель. Городской глава Львова в 1990—1994 годах. Кандидат технических наук.

## Биография
С 1965 года проживал в Львове. Окончил электрофизический факультет Львовского политехнического института по специальности «Диэлектрики и полупроводники», инженер электронной техники. После обучения в аспирантуре Московского авиационного института защитил кандидатскую диссертацию, решением Высшей аттестационной комиссии при Совете Министров СССР ему присвоено учёное звание старшего научного сотрудника по специальности «Электрические и полупроводниковые преобразователи».
В 1971—1973 годах — мастер, старший мастер ПО «Союзенергоавтоматика» (Львов). В 1973—1990 — инженер, старший инженер, ведущий инженер, начальник сектора в Львовском научно-исследовательском радиотехническом институте. Автор, соавтор более 50 научных работ, в том числе 25 изобретений.
С началом перестройки активно включился в общественную деятельность: был делегатом учредительного съезда Общества украинского языка имени Шевченко в Киеве, делегатом учредительной конференции Народного руха Украины во Львове, членом президиума Общества украинского языка имени Шевченко. Был председателем Львовской областной организации «Взаимопонимание».
В 1990 году избран депутатом Львовского областного и городского советов. В 1990—1994 годах — председатель Львовского городского совета и горисполкома. В 1994—1995 — начальник управления Львовской областной государственной администрации.
С 1996 года — заместитель директора Дочерней фирмы «ГАЛЬ-Дженералтранс», Киев.
Являлся членом общественной организации «Комитет Общественного Контроля ЧЕ-12», которая информировала общество о подготовке к чемпионату Европы по футболу 2012.
Хобби: исторические исследования, бадминтон, преферанс. Свободно владел польским языком.
Указом Президента Украины № 336/2016 от 19 августа 2016 года награждён юбилейной медалью «25 лет независимости Украины».